# إليمر هيرش
إليمر هيرش (بالرومانية: Elemér Hirsch) (و. 1895 – 1953 م) هو لاعب كرة قدم، ومدرب كرة قدم، ومتزلج فني روماني، مركز لعبه هو لاعب وسط، ومُدَافِع، توفي في بايا ماري، عن عمر يناهز 58 عاماً.

## روابط خارجية
- إليمر هيرش على موقع ناشيونال فوتبول تيمز (الإنجليزية)
- إليمر هيرش على موقع عالم كرة القدم.نت (الإنجليزية)
- إليمر هيرش على موقع أوليمبيديا (الإنجليزية)